# ヴェルサイユ司教館
ヴェルサイユ司教館（ヴェルサイユしきょうかん、仏語：Évêché de Versailles）は、1801年11月にフランス、ヴェルサイユに設置された、ヴェルサイユ司教区の管轄拠点である。

## 司教館の概要

### 所在地の環境
司教館は、ヴェルサイユ市の南端にあり、背後は市を囲む森の一部が広がる。建物の東側に、私立のノートルダム＝ド＝グランシャン高校(Lycée Notre-Dame du Grandchamp) 、西側の並びに、1864-1867年建設のクラリス修道会(couvent des Clarisses)の礼拝堂と、1770年に当時のサンルイ教区によって開かれた、サンルイ墓地がある。

### 建物の沿革
1776年建設の、元は住居としての建物。
1804年、サントーギュスタン・ド・ラ・コングレガション・ノートルダム女子修道会(Chanoinesses de Saint-Augustin de la Congrégation Notre-Dame）が買い取り、入居した。
入居前、この修道会は、1767年−1772年にマリー・レクザンスカの要望でヴェルサイユに開かれた女子教育のための学校を運営していた他、1794年には、現在も司教館に隣接する、ノートルダム＝ド＝グランシャン高校を開校した。
司教館の機能は、司教座がヴェルサイユに設置されてから1906年まではサンルイ大聖堂の司祭館内にあった。
1905年に政教分離法が成立すると、1906年、県知事から、司教は司祭館から退去してほしい旨の通達があり、サントーギュスタン・ド・ラ・コングレガション・ノートルダム女子修道会の招きで、この建物に移動した。司教館住所である、rue Monseigner-Gibier（ジビエール司教通り）は、その時に司祭館から移動させられた7代目ヴェルサイユ司教、シャルル・ジビエール(fr)に由来しており、司教が逝去した1931年からその名が通りに冠せられている。

### 建物の構造
ファサードは左右対称、一階層で、上部中央にペディメントを置く。
ペディメント中央の円形の枠に、AM（Ave Maria、アヴェマリアの頭文字）とある。中庭を四方から囲む形式。
建物東側の壁が、ノートルダム＝ド＝グランシャン高校の建物と接触している。

## 活動
教区内の教会を管理運営するほかに、教区に住むカトリック信者とそれ以外の全ての人々について、その生活全般にかかわる様々な活動を企画または支援している。
- 教区内の教会の資金管理と運営
- 教会建築の修復の支援
- 成人、青少年対象の教理のクラス
- 巡礼の旅の企画
- 神学校、カトリック教育を行う学校、寄宿舎の紹介
- 洗礼を受けるまでの未信者への付き添い、指導
- 他宗教の信者との対話
- 刑務所の訪問

## ヴェルサイユ司教区の変遷
ヴェルサイユ司教区は、フランスにおけるローマカトリック教会の司教区のひとつであり、イル＝ド＝フランス司教区内のイヴリーヌ県を管轄下におく。司教座聖堂は、サンルイ大聖堂。

### 1789年以前
1789年以前、パリとその周辺は、2-3世紀頃から、パリ、ルーアン、シャルトル、エヴルーの各地方に教区が分かれていた。

### フランス革命期
1789年12月、議会がイル＝ド＝フランスにおける以下の教区を決定：
- セーヌ（司教座：パリ）
- セーヌ＝エ＝オワーズ（司教座：ヴェルサイユ）
- セーヌ＝エ＝マルヌ（司教座：ムラン）
- オワーズ（司教座：ボーヴェ）
- エーヌ（司教座：ラン）

1790年7月、議会が、聖職者民事基本法を可決。教区と行政区が同一とみなされ、司教と県知事が、司教座の長と県の長として同等に扱われた。ヴェルサイユ司教区は、セーヌ＝エ＝オワーズ県と同義となった。
同年12月、セーヌ＝エ＝オワーズ県が、聖職者民事基本法に従う最初の司教、イヴリーヌ県のジャン＝ジュリアン・アヴォワーヌ(fr)を選出。1791年にパリで叙階されたアヴォワーヌは、ヴェルサイユのノートルダム教会を司教座聖堂と指定したが、神ではなく人民の憲法に従う司教であるため、カトリックの総本山、ヴァチカンからは承認されない司教であった。
1791年、ローマ教皇ピウス6世が、フランスにおける聖職者民事基本法による聖職者の選定に反対する旨を文書で表明。1793年、恐怖政治の開始とともに、サンルイ教会、ノートルダム教会の両方が一時閉鎖。
1796年、ヴェルサイユ司教区議長のオーギュスタン＝ジャン＝シャルル・クレモン(fr)が、司教1人と、9つの小教区（コルベイユ、ドゥルダン、エタンプ、ゴネス、マント、モンフォール、ポントワーズ、サンジェルマン、ヴェルサイユ）それぞれに大司祭を1人ずつ選ぶため、セーヌ＝エ＝オワーズのすべての聖職者に書簡を送った。
1797年、ノートルダム教会への迫害が激しくなったため、クレモンは、サンルイ教会を司教座に定め、聖職者民事基本法に準じる2代目の司教となる。（アヴォワーヌの1793年の死去からクレモン叙階までの期間、司教はいない状態であった。）

### 政教条約締結
1801年7月、ヴァチカンの枢機卿エルコール・コンサルヴィと、ナポレオン1世の長兄ジョゼフ・ボナパルトとの間で、政教条約（コンコルダート）が結ばれた。条約ではフランスにおける新しい教区が定められていた。
翌8月、ローマ教皇ピウス7世が教皇勅書Ecclesia Christi を発行、政教条約を承認し、フランスのいくつかの新しい教区を承認した。
1802年4月、対フランスの教皇特使に任命された枢機卿ジョバンニ＝バッティスタ・カプラーラ(fr)が、ヴェルサイユ教区憲法に署名：「我々はヴェルサイユ市を司教区として発展させ、サンルイ教会を大聖堂に格上げすることを承認する。」
政教条約により、すでに1797年に教皇に従う声明を出していた司教ルイ・シャリエ＝ド＝ラ＝ロッシュ(fr)が、ヴェルサイユ司教区の正式な初代司教となった。
1805年1月、前年12月のパリでのナポレオン1世の戴冠式に来ていた教皇ピウス7世が、サンルイ大聖堂を訪問した。
1843年、3代目司教ブランカー・ド・バイユール(fr)により、サンルイ大聖堂の聖別式が行われる。

### 20世紀の教区の見直し
1964年7月10日、シャルル・ド・ゴール大統領が新しい行政区分を決め、セーヌ＝エ＝オワーズ県が三分割されたため、各地域にそれぞれの司教区が設けられた：
- エッソンヌ県（エヴリー＝コルベイユ＝エッソンヌ司教区）
- イヴリーヌ県（ヴェルサイユ司教区）
- ヴァル＝ドワーズ県（ポントワーズ司教区）

セーヌ＝エ＝オワーズに属していたそれ以外の9つの行政区（シャヴィル、ギャルシュ、マルヌ＝ラ＝コケット、ムードン、リュエイユ＝マルメゾン、サン＝クルー、セーヴル、ヴォークレソン、ヴィル＝ダヴレー）は、オー＝ド＝セーヌ県（ナンテール司教区）管轄下になる。
1966年、人口増加に伴い、イル＝ド＝フランス全体の教区が見直され、教皇パウロ6世が、ヴェルサイユ教区に属する行政区を書面で明確化。

### 21世紀の動向
2001年以降、ヴェルサイユ司教区司教はエリック・オモニエール(fr)が務める。2002年、司教座創設200年が祝われる。サンルイ大聖堂のクワイヤが現代デザインで改修され、新しい祭壇が設置される。
2014年、サンルイ大聖堂にて、聖ルイ生誕400年が祝われる。
2016年現在、以下の11教区を統括している：マント＝ラ＝ジョリー、モール/モンフォール＝ラモーリー/ウダン、ムラン、プレジール、ランブイエ、ポワシー、サンジェルマン＝アン＝レー、サン＝カンタン＝アン＝イヴリーヌ、サルトルーヴィル、ル・ヴェジネ、ヴェルサイユ。

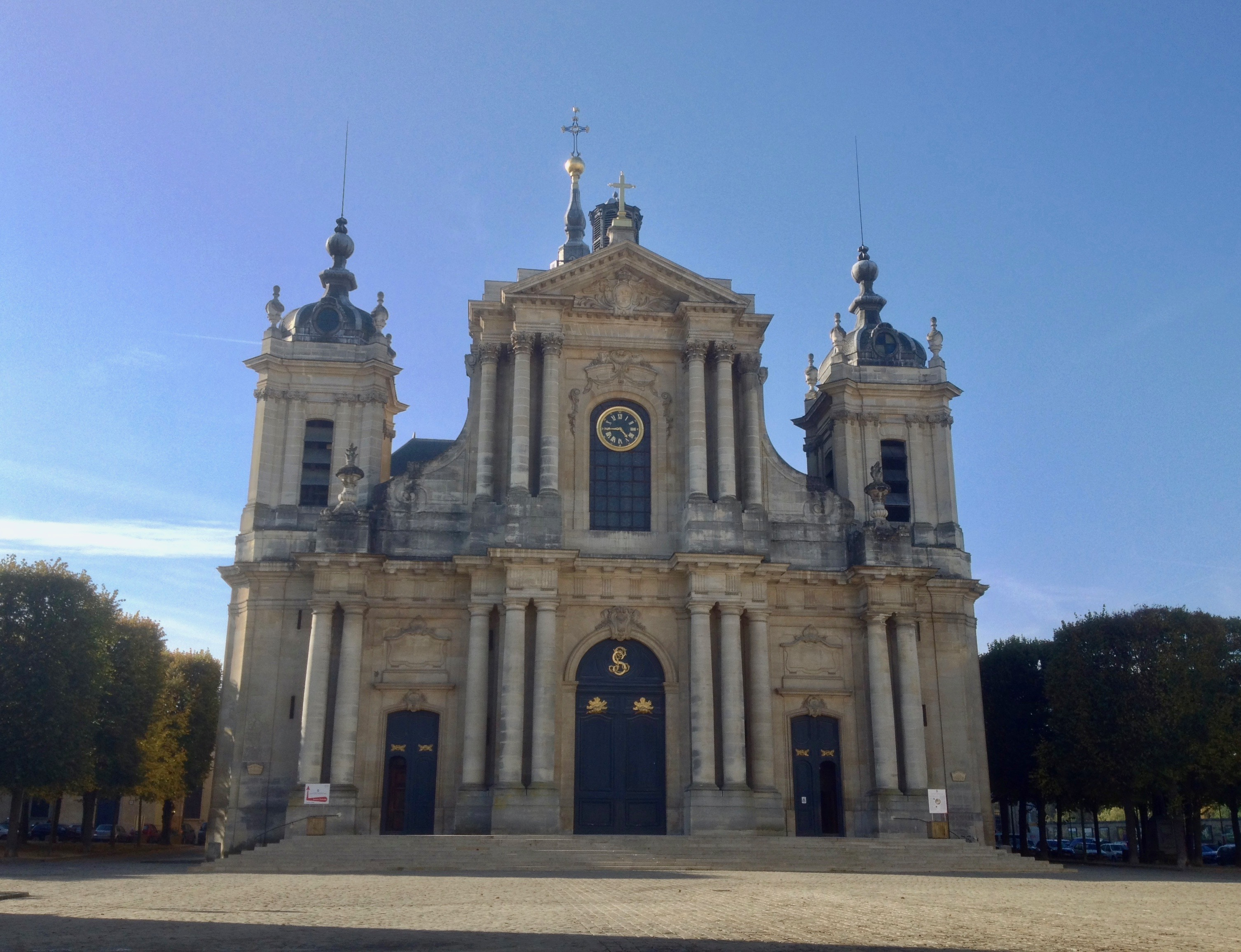
ヴェルサイユ・サンルイ大聖堂正面
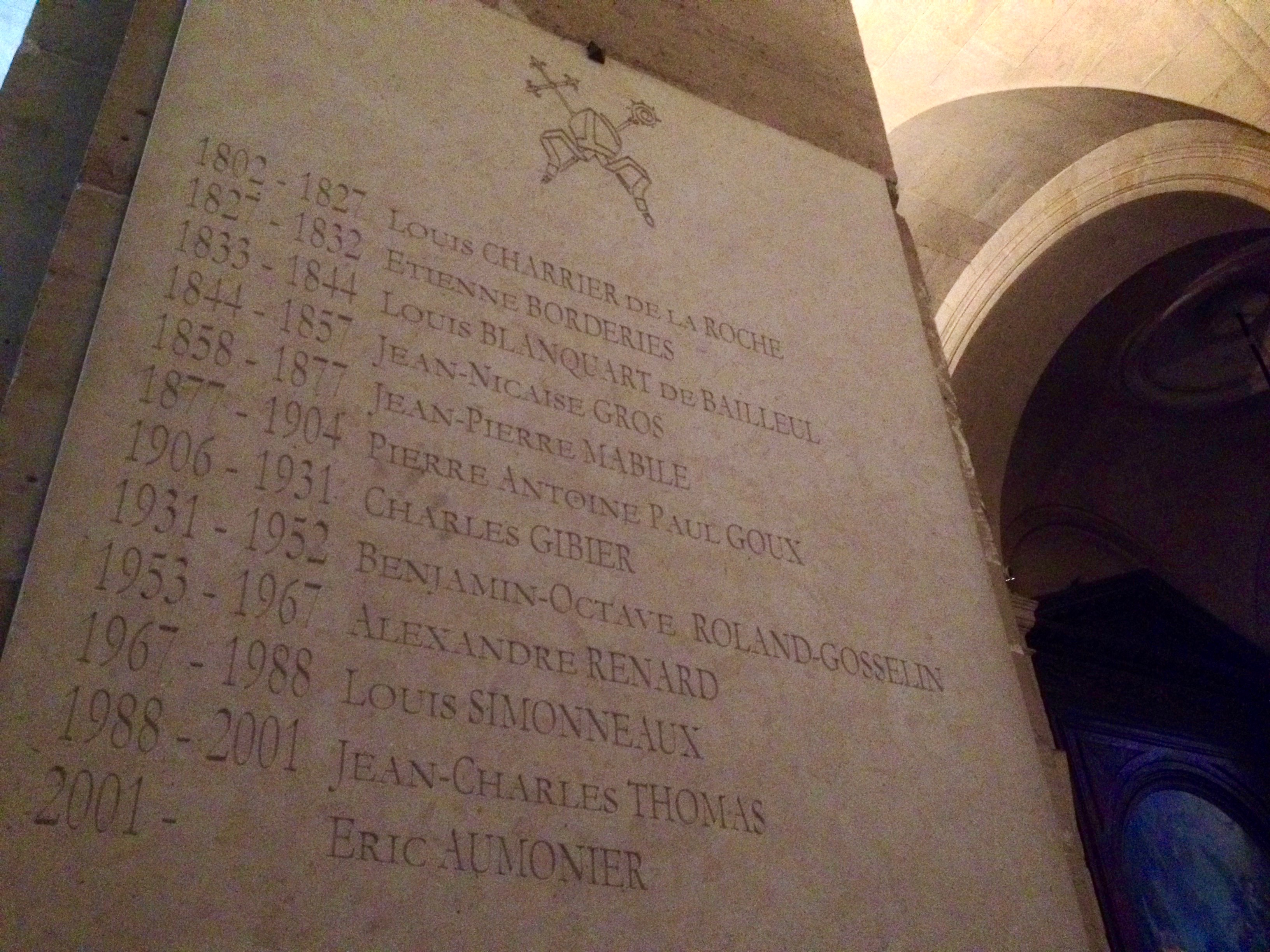
ヴェルサイユ大聖堂内にある教皇一覧（シャリエ＝ド＝ラ＝ロッシュからオモニエールまで）